# Nanggewer (Pagerageung)
Nanggewer is een bestuurslaag in het regentschap Tasikmalaya van de provincie West-Java, Indonesië. Nanggewer telt 4826 inwoners (volkstelling 2010).